# Danse verticale
 (mai 2020).
Si vous disposez d'ouvrages ou d'articles de référence ou si vous connaissez des sites web de qualité traitant du thème abordé ici, merci de compléter l'article en donnant les références utiles à sa vérifiabilité et en les liant à la section « Notes et références ».

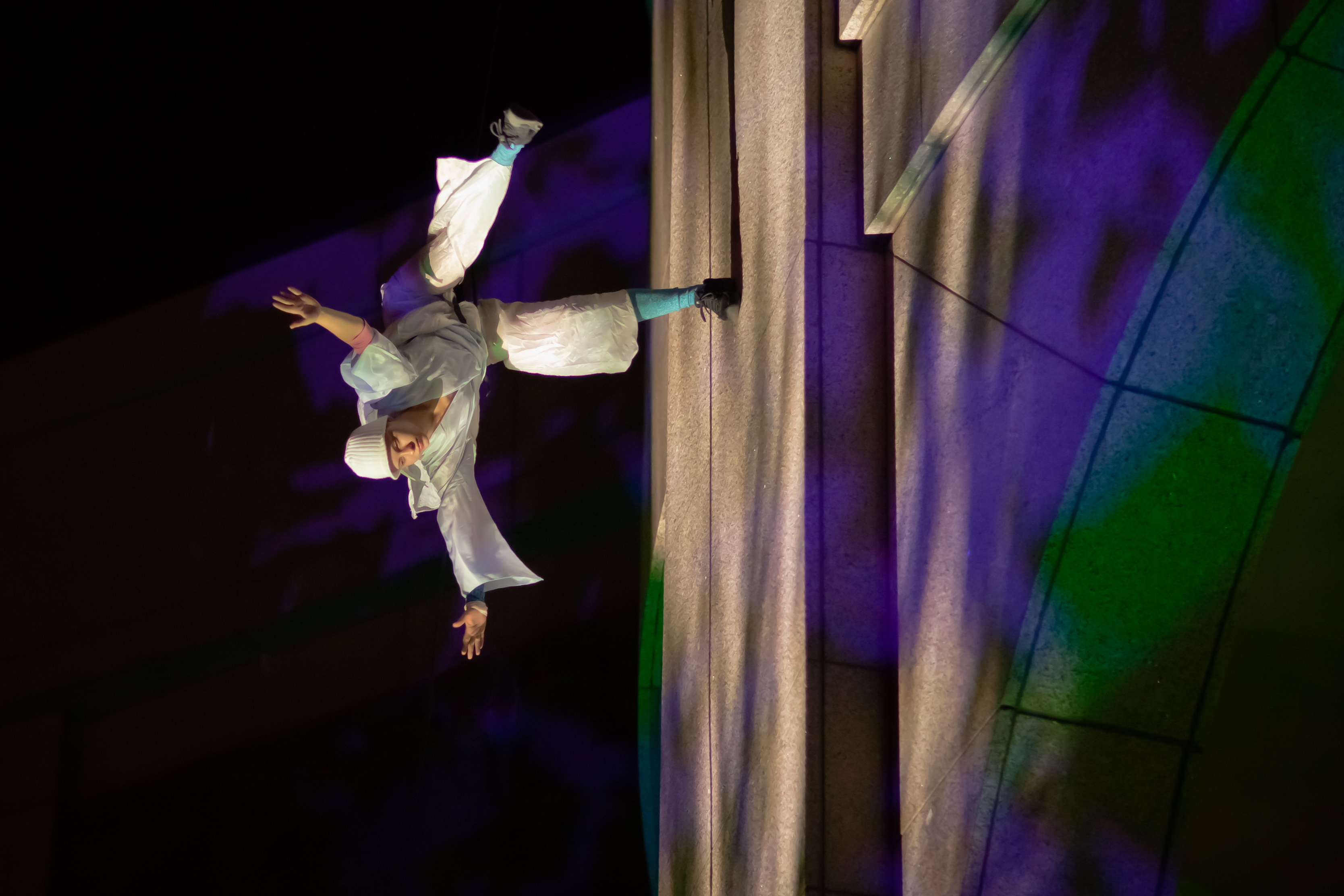
Spectacle de danse verticale au Texas en 2010

L'expression danse verticale peut être considérée comme un terme générique pour désigner trois grands courants : la danse-escalade, la danse aérienne et la danse voltige.
C'est une activité ou un spectacle artistique, composé de mouvements de danse ou d'escalade improvisés ou chorégraphiés, exécutés en hauteur (paroi  de falaise, de scène, de bâtiment...), avec ou sans assurage ou suspension à une corde, souvent accompagné d'une musique. 
La danse-escalade est apparue dans les années 1980, à l'initiative de la compagnie française Roc in lichen et des grimpeurs Patrick Berhault et Antoine Le Menestrel.[réf. nécessaire]

## Histoire

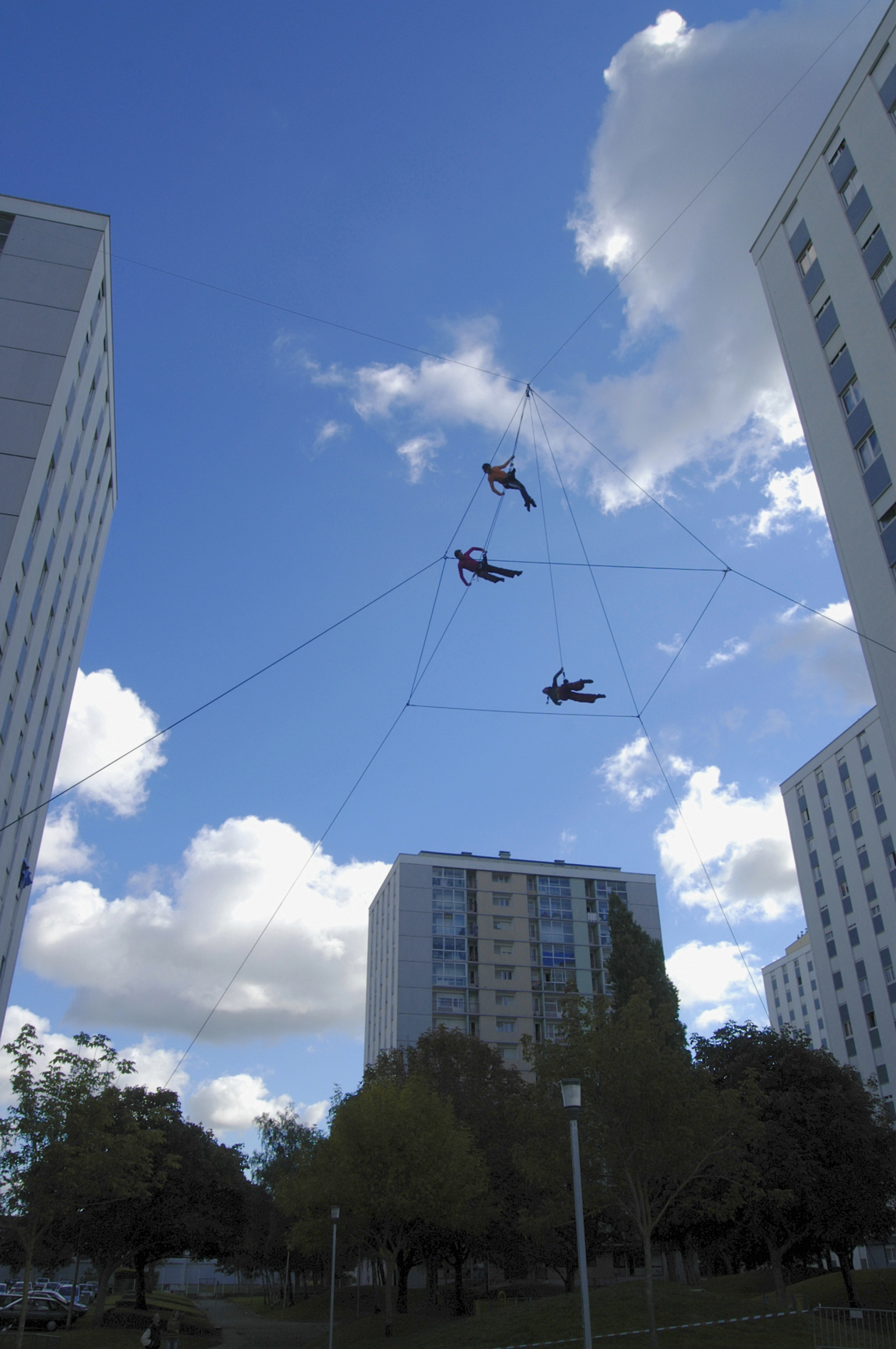
Vide accordé, compagnie Retouramont, 2006

De nombreux artistes ont utilisé les techniques de la danse verticale sans en faire un usage de discipline artistique. En danse baroque, la machinerie des bateaux était déjà utilisée pour hisser décors et personnes. Plus tard, la chorégraphe américaine Trisha Brown utilisait les agrès de la danse verticale comme exploration de l’espace public et la compagnie japonaise Sankai Juku mettait ses danseurs dans des situations d’élévation plus ou moins dangereusement.[réf. nécessaire]
Vers 1985 apparaissent les premières compétitions d'escalade sportive, et la participation à celles-ci devient un débat et un enjeu importants pour les grimpeurs français de haut-niveau. A la même époque, la pratique de l'escalade se médiatise en France avec les films de Jean-Paul Janssen (La Vie au bout des doigts, Opéra Vertical) qui révèlent ce sport au grand public, et les considérations éthiques voire esthétiques de la pratique.[réf. nécessaire]
L'alpiniste et grimpeur de haut-niveau Patrick Berhault refuse la compétition en signant le Manifeste des 19 et se détourne des réalisations sportives en escalade, pour s'orienter vers une approche artistique. Admirateur du célèbre danseur Rudolf Noureev, il s'investit dans une nouvelle discipline : la « danse-escalade ». Il s'entoure d'un chorégraphe, met au point sa propre écriture et donne des spectacles, notamment au festival de Châteauvallon.[réf. nécessaire]
En 1989, le Centre Pilote d'Escalade et d'Alpinisme de Vaulx en Velin organise le premier festival de Danse Esalade.   
Concernant la pratique de l’élastique : depuis les JO d’Albertville en 1992, la danse aérienne utilise désormais, en plus des cordes qui permettent un mouvement horizontal, les élastiques qui offrent de multiples possibilités verticales. Cette dernière technique est empruntée par le chorégraphe Philippe Découflé à la compagnie les Elastonautes, pour la cérémonie d‘ouverture des Jeux olympiques d'hiver de 1992. Elle est alors reprise par l’un des danseurs, Yves Fauchon, qui la développe au sein de la compagnie Retouramont.[réf. nécessaire]
En 1998, Oliviers Farge, Eric Lecomte et les membres de la compagnie Retouramont se retrouvent autour de Farid Berki pour un événement artistique, sur l’emblématique falaise le Saussois dans l’Yonne, haut lieu d’entrainement pour les meilleurs alpinistes et grimpeurs de la région parisienne.[réf. nécessaire]
En 2007, Olivier Farge collabore avec la compagnie belge de théâtre et danse contemporaine Mossoux-Bonté pour leur enseigner sa technique dans le cadre de la pièce KHOOM, où l’on retrouve parmi les interprètes la danseuse Odile Gheysens.[réf. nécessaire]

## Particularités
Les principes de la danse verticale s'appuient sur un élément technique essentiel : le baudrier, mais aussi les cordes et tous les éléments d'ancrage, d'assurage ainsi que le matériel d'escalade qui permettent son évolution, sa pratique, son langage. Il s’agit de s’éloigner des prises d’escalade, pour investir les façades et danser en suspension sur les cordes qui servent habituellement à assurer les grimpeurs.[réf. nécessaire]
Un des courants de la danse verticale est la danse voltige où la corde est utilisée pour son effet pendulaire, qui permet aux interprètes d’avoir les pieds au sol tout en leur offrant la possibilité de réaliser de grandes envolées, dans la légèreté d’une éphémère apesanteur. Cette technique permet aussi d’utiliser le baudrier latéral, alors que la danse aérienne s’exécute principalement avec le baudrier ventral propre à l’escalade.[réf. nécessaire]
Aujourd’hui, la représentation de la danse verticale prend place dans différents lieux publics et environnementaux.  Elle se métisse aussi parfois avec d'autres arts comme le théâtre, l'architecture, la vidéo, la littérature, la peinture, les arts plastiques, le cirque. La compagnie américaine Project Bandaloop est l’une des plus connues par ses performances en très grande hauteur.[réf. nécessaire]

## Compagnies
En 1986, Bruno Dizien et Laura de Nercy fondent la compagnie Roc in Lichen qui présentera plusieurs spectacles jusqu'en 2001, notamment les pièces Le Creux poplité et Grenadier Weaver. 
Au début des années 1990, le metteur en scène Philippe Riou et la comédienne Christine Bernard fondent la compagnie Les passagers. 
Depuis 1992,  Antoine Le Menestrel est chorégraphe et danseur dans la compagnie Lézards Bleus qui présente des spectacles aériens. En 2000, pour le festival Les Hivernales d'Avignon, il crée Service à tous les étages sur la façade de l'opéra d'Avignon et confirme la pratique de la danse de façade. 
Odile Gheysens, chorégraphe, danseuse aérienne, danseuse contemporaine et de tango argentin, crée la compagnie in-SENSO en 2004, où elle met en avant le travail au sol, Twice, puis la danse verticale et ensuite la danse aérienne. 
Dans les années 2010, Tancrède Melet et la compagnie Flying Frenchies se font connaitre pour des spectacles et films qui mêlent sports de montagne, danse et arts du cirque, à l'exemple des danses verticales de Violaine Garros.

## Pratiquants connus
- Patrick Berhault
- Antoine Le Menestrel
- Bruno Dizien
- Laura de Nercy
- Fabrice Guillot
- Geneviève Mazin
- Odile Gheysens / in-SENSO